# Campionato italiano di Formula 3 2006
Il Campionato italiano di Formula 3 2006 si svolge in otto appuntamenti, per ognuno dei quali è prevista una gara doppia. Tutti gli appuntamenti sono su suolo italiano, e le piste interessate dal campionato sono Adria, Imola, Mugello, Vallelunga, Misano Adriatico, Varano e Magione. Spicca quindi la mancanza di trasferte estere, a sottolineare la scarsa qualità e rilevanza internazionale di cui ormai il campionato italiano di Formula 3 gode da parecchi anni a questa parte.
Inoltre manca in calendario un appuntamento a Monza, per via delle vicissitudini legali che hanno impedito lo svolgimento di gare con macchine a scarico aperto sull'autodromo brianzolo, salvo una deroga di 37 giorni per consentire gli appuntamenti più importanti per cui erano già stati sottoscritti contratti milionari (Formula 1, WTCC) e per consentire a queste categorie qualche giornata di test.
Per ampliare il parco partenti, da quest'anno sono ammesse al campionato italiano anche le vetture di Formula 3 Club, a cui partecipano gentlemen drivers (piloti dilettanti).

## Gare
01. Adria ( Italia) (08-09/04/2006)
Polesitter: Alex Frassineti ( Italia) (Dallara 304-Opel - Lucidi) in 1'11.885
Ordine d'arrivo Gara 1: (23 giri per un totale di 62,146 km)
1. Davide Rigon ( Italia) (Dallara 304-Opel - Corbetta) in 29'53.589
2. Michele Rugolo ( Italia) (Dallara 304-Mugen - Ghinzani) a 0"378
3. Mauro Massironi ( Italia) (Dallara 304-Opel - Passoli) a 0"964
4. Alex Frassineti ( Italia) (Dallara 304-Opel - Lucidi) a 3"923
5. Efisio Marchese ( Italia) (Dallara 304-Opel - Europa Corse) a 4"790
6. Federico Glorioso ( Italia) (Dallara 304-Opel - Corbetta) a 5"586
7. Giuseppe Terranova ( Italia) (Dallara 304-Opel - Lucidi) a 6"178
8. Imerio Brigliadori ( Italia) (Dallara 303-Opel - Style Car) a 7"255
9. Manuele Gatto ( Italia) (Dallara 304-Mugen - Ghinzani) a 8"094
10. Jacopo Faccioni ( Italia) (Dallara 304-Opel - NT) a 8"598

Ordine d'arrivo Gara 2: (23 giri per un totale di 62,146 km)
1. Alex Frassineti ( Italia) (Dallara 304-Opel - Lucidi)
2. Davide Rigon ( Italia) (Dallara 304-Opel - Corbetta) a 0"654
3. Mauro Massironi ( Italia) (Dallara 304-Opel - Passoli) a 6"647
4. Fabrizio Crestani ( Italia) (Dallara 304-Opel - Corbetta) a 10"799
5. Giuseppe Terranova ( Italia) (Dallara 304-Opel - Lucidi) a 11"899
6. Efisio Marchese ( Italia) (Dallara 304-Opel - Europa Corse) a 12"705
7. Michele Rugolo ( Italia) (Dallara 304-Mugen - Ghinzani) a 29"706
8. Imerio Brigliadori ( Italia) (Dallara 303-Opel - Style Car) a 34"324
9. Manuele Gatto ( Italia) (Dallara 304-Mugen - Ghinzani) a 34"324
10. Jacopo Faccioni ( Italia) (Dallara 304-Opel - NT) a 43"457

02. Imola ( Italia) (06-07/05/2006)
Polesitter: Michele Rugolo ( Italia) (Dallara 304-Mugen - Ghinzani) in 1'48.058
Ordine d'arrivo Gara 1: (13 giri per un totale di 64,467 km)
1. Michele Rugolo ( Italia) (Dallara 304-Mugen - Ghinzani) in 23'42.102
2. Mauro Massironi ( Italia) (Dallara 304-Opel - Passoli) a 0"886
3. Fabrizio Crestani ( Italia) (Dallara 304-Opel - Corbetta) a 3"213
4. Alex Frassineti ( Italia) (Dallara 304-Opel - Lucidi) a 7"334
5. Davide Rigon ( Italia) (Dallara 304-Opel - Corbetta) a 9"962
6. Efisio Marchese ( Italia) (Dallara 304-Opel - Europa Corse) a 26"238
7. Imerio Brigliadori ( Italia) (Dallara 303-Opel - Style Car) a 38"161
8. Federico Glorioso ( Italia) (Dallara 304-Opel - Corbetta) a 40"050
9. Manuele Gatto ( Italia) (Dallara 304-Mugen - Ghinzani) a 40"353
10. Jacopo Faccioni ( Italia) (Dallara 304-Opel - NT) a 47"063

Ordine d'arrivo Gara 2: (13 giri per un totale di 64,467 km)
1. Michele Rugolo ( Italia) (Dallara 304-Mugen - Ghinzani) in 23'50.063
2. Mauro Massironi ( Italia) (Dallara 304-Opel - Passoli) a 0"582
3. Alex Frassineti ( Italia) (Dallara 304-Opel - Lucidi) a 1"642
4. Fabrizio Crestani ( Italia) (Dallara 304-Opel - Corbetta) a 2"378
5. Davide Rigon ( Italia) (Dallara 304-Opel - Corbetta) a 6"501
6. Giuseppe Terranova ( Italia) (Dallara 304-Opel - Lucidi) a 14"932
7. Manuele Gatto ( Italia) (Dallara 304-Mugen - Ghinzani) a 17"379
8. Efisio Marchese ( Italia) (Dallara 304-Opel - Europa Corse) a 17"634
9. Jacopo Faccioni ( Italia) (Dallara 304-Opel - NT) a 36"664
10. Federico Glorioso ( Italia) (Dallara 304-Opel - Corbetta) a 37"119

03. Magione ( Italia) (10-11/06/2006)
Polesitter Gara 1: Mauro Massironi ( Italia) (Dallara 304-Opel - Passoli) in 1'06.704
Polesitter Gara 2: Mauro Massironi ( Italia) (Dallara 304-Opel - Passoli) in 1'06.715
Ordine d'arrivo Gara 1: (24 giri per un totale di 60,168 km)
1. Mauro Massironi ( Italia) (Dallara 304-Opel - Passoli) in 26'42.102
2. Alex Frassineti ( Italia) (Dallara 304-Opel - Lucidi) a 2"367
3. Giuseppe Terranova ( Italia) (Dallara 304-Opel - Lucidi) a 11"022
4. Michele Rugolo ( Italia) (Dallara 304-Mugen - Ghinzani) a 16"586
5. Manuele Gatto ( Italia) (Dallara 304-Mugen - Ghinzani) a 27"751
6. Fabrizio Crestani ( Italia) (Dallara 304-Opel - Corbetta) a 28"270
7. Federico Glorioso ( Italia) (Dallara 304-Opel - Corbetta) a 28"497
8. Sergio Ghiotto ( Italia) (Dallara 302-Opel - System) a 53"618
9. Dino Lusuardi ( Italia) (Dallara 394-Fiat - System) a 1'05"747
10. "Gioga" ( Italia) (Dallara 300-Fiat - Bellspeed) a 1 giro

Ordine d'arrivo Gara 2: (24 giri per un totale di 60,168 km)
1. Davide Rigon ( Italia) (Dallara 304-Opel - Corbetta) in 27'17.874
2. Michele Rugolo ( Italia) (Dallara 304-Mugen - Ghinzani) a 2"974
3. Efisio Marchese ( Italia) (Dallara 304-Opel - Europa Corse) a 7"440
4. Federico Glorioso ( Italia) (Dallara 304-Opel - Corbetta) a 12"282
5. Alex Frassineti ( Italia) (Dallara 304-Opel - Lucidi) a 13"471
6. Manuele Gatto ( Italia) (Dallara 304-Mugen - Ghinzani) a 24"049
7. Imerio Brigliadori ( Italia) (Dallara 303-Opel - Style Car) a 24"920
8. Mauro Massironi ( Italia) (Dallara 304-Opel - Passoli) a 28"181
9. Fabrizio Crestani ( Italia) (Dallara 304-Opel - Corbetta) a 32"008
10. Jacopo Faccioni ( Italia) (Dallara 304-Opel - NT) a 37"941

04. Vallelunga ( Italia) (24-25/06/2006)
Polesitter Gara 1: Fabrizio Crestani ( Italia) (Dallara 304-Opel - Corbetta) in 1'31.172
Polesitter Gara 2: Mauro Massironi ( Italia) (Dallara 304-Opel - Passoli) in 1'31.318
Ordine d'arrivo Gara 1: (15 giri per un totale di 61,275 km)
1. Mauro Massironi ( Italia) (Dallara 304-Opel - Passoli) in 23'12.942
2. Fabrizio Crestani ( Italia) (Dallara 304-Opel - Corbetta) a 0"744
3. Michele Rugolo ( Italia) (Dallara 304-Mugen - Ghinzani) a 1"776
4. Davide Rigon ( Italia) (Dallara 304-Opel - Corbetta) a 2"761
5. Giuseppe Terranova ( Italia) (Dallara 304-Opel - Lucidi) a 6"062
6. Efisio Marchese ( Italia) (Dallara 304-Opel - Europa Corse) a 8"575
7. Alex Frassineti ( Italia) (Dallara 304-Opel - Lucidi) a 10"632
8. Manuele Gatto ( Italia) (Dallara 304-Mugen - Ghinzani) a 12"022
9. Imerio Brigliadori ( Italia) (Dallara 303-Opel - Style Car) a 22"880
10. Jacopo Faccioni ( Italia) (Dallara 304-Opel - NT) a 32"745

Ordine d'arrivo Gara 2: (15 giri per un totale di 61,275 km)
1. Mauro Massironi ( Italia) (Dallara 304-Opel - Passoli) in 23'26.642
2. Fabrizio Crestani ( Italia) (Dallara 304-Opel - Corbetta) a 0"581
3. Michele Rugolo ( Italia) (Dallara 304-Mugen - Ghinzani) a 1"858
4. Davide Rigon ( Italia) (Dallara 304-Opel - Corbetta) a 4"039
5. Manuele Gatto ( Italia) (Dallara 304-Mugen - Ghinzani) a 9"179
6. Alex Frassineti ( Italia) (Dallara 304-Opel - Lucidi) a 9"734
7. Efisio Marchese ( Italia) (Dallara 304-Opel - Europa Corse) a 10"592
8. Giuseppe Terranova ( Italia) (Dallara 304-Opel - Lucidi) a 11"070
9. Imerio Brigliadori ( Italia) (Dallara 303-Opel - Style Car) a 26"951
10. Jacopo Faccioni ( Italia) (Dallara 304-Opel - NT) a 28"402

05. Mugello  ( Italia) (22-23/07/2006)
Polesitter Gara 1: Davide Rigon ( Italia) (Dallara 304-Opel - Corbetta) in 1'46.167
Polesitter Gara 2: Mauro Massironi ( Italia) (Dallara 304-Opel - Passoli) in 1'46.202
Ordine d'arrivo Gara 1: (12 giri per un totale di 62,940 km)
1. Mauro Massironi ( Italia) (Dallara 304-Opel - Passoli) in 21'36.729
2. Fabrizio Crestani ( Italia) (Dallara 304-Opel - Corbetta) a 1"186
3. Michele Rugolo ( Italia) (Dallara 304-Mugen - Ghinzani) a 3"621
4. Manuele Gatto ( Italia) (Dallara 304-Mugen - Ghinzani) a 13"958
5. Alex Frassineti ( Italia) (Dallara 304-Opel - Lucidi) a 14"338
6. Giuseppe Terranova ( Italia) (Dallara 304-Opel - Lucidi) a 19"454
7. Federico Glorioso ( Italia) (Dallara 304-Opel - Corbetta) a 19"930
8. Imerio Brigliadori ( Italia) (Dallara 303-Opel - Style Car) a 20"921
9. Efisio Marchese ( Italia) (Dallara 304-Opel - Europa Corse) a 22"330
10. Sergio Ghiotto ( Italia) (Dallara 302-Opel - System) a 31"269

Ordine d'arrivo Gara 2: (12 giri per un totale di 62,940 km)
1. Mauro Massironi ( Italia) (Dallara 304-Opel - Passoli) in 21'35.612
2. Davide Rigon ( Italia) (Dallara 304-Opel - Corbetta) a 2"135
3. Alex Frassineti ( Italia) (Dallara 304-Opel - Lucidi) a 5"382
4. Michele Rugolo ( Italia) (Dallara 304-Mugen - Ghinzani) a 6"749
5. Fabrizio Crestani ( Italia) (Dallara 304-Opel - Corbetta) a 7"060
6. Giuseppe Terranova ( Italia) (Dallara 304-Opel - Lucidi) a 8"034
7. Manuele Gatto ( Italia) (Dallara 304-Mugen - Ghinzani) a 17"906
8. Efisio Marchese ( Italia) (Dallara 304-Opel - Europa Corse) a 19"767
9. Jacopo Faccioni ( Italia) (Dallara 304-Opel - NT) a 40"960
10. Vlado Arabadzhiev ( Bulgaria) (Dallara 304-Opel - En. Ro.) a 45"880

06. Varano ( Italia) (02-03/09/2006)
Polesitter Gara 1: Mauro Massironi ( Italia) (Dallara 304-Opel - Passoli) in 1'02.596
Polesitter Gara 2: Mauro Massironi ( Italia) (Dallara 304-Opel - Passoli) in 1'02.671
Ordine d'arrivo Gara 1: (26 giri per un totale di 61,750 km)
1. Mauro Massironi ( Italia) (Dallara 304-Opel - Passoli) in 28'09.914
2. Alex Frassineti ( Italia) (Dallara 304-Opel - Lucidi) a 1"207
3. Davide Rigon ( Italia) (Dallara 304-Opel - Corbetta) a 6"554
4. Efisio Marchese ( Italia) (Dallara 304-Opel - Europa Corse) a 7"311
5. Imerio Brigliadori ( Italia) (Dallara 303-Opel - Style Car) a 24"753
6. Federico Glorioso ( Italia) (Dallara 304-Opel - Corbetta) a 33"697
7. Jacopo Faccioni ( Italia) (Dallara 304-Opel - NT) a 41"797
8. Fabrizio Crestani ( Italia) (Dallara 304-Opel - Corbetta) a 43"782
9. Sergio Ghiotto ( Italia) (Dallara 302-Opel - System) a 56"183
10. Vlado Arabadzhiev ( Bulgaria) (Dallara 304-Opel - En. Ro.) a 1 giro

Ordine d'arrivo Gara 2: (26 giri per un totale di 61,750 km)
1. Mauro Massironi ( Italia) (Dallara 304-Opel - Passoli) in 28'03.252
2. Alex Frassineti ( Italia) (Dallara 304-Opel - Lucidi) a 0"535
3. Davide Rigon ( Italia) (Dallara 304-Opel - Corbetta) a 10"507
4. Fabrizio Crestani ( Italia) (Dallara 304-Opel - Corbetta) a 11"316
5. Giuseppe Terranova ( Italia) (Dallara 304-Opel - Lucidi) a 26"713
6. Imerio Brigliadori ( Italia) (Dallara 303-Opel - Style Car) a 37"615
7. Manuele Gatto ( Italia) (Dallara 304-Mugen - Ghinzani) a 43"952
8. Jacopo Faccioni ( Italia) (Dallara 304-Opel - NT) a 50"116
9. Vlado Arabadzhiev ( Bulgaria) (Dallara 304-Opel - En. Ro.) a 1 giro
10. Sergio Ghiotto ( Italia) (Dallara 302-Opel - System) a 1 giro

07. Vallelunga ( Italia) (30/09-01/10/2006)
Polesitter Gara 1: Mauro Massironi ( Italia) (Dallara 304-Opel - Passoli) in 1'31.438
Polesitter Gara 2: Mauro Massironi ( Italia) (Dallara 304-Opel - Passoli) in 1'31.529
Ordine d'arrivo Gara 1: (15 giri per un totale di 61,275 km)
1. Mauro Massironi ( Italia) (Dallara 304-Opel - Passoli) in 23'09.049
2. Davide Rigon ( Italia) (Dallara 304-Opel - Corbetta) a 0"424
3. Efisio Marchese ( Italia) (Dallara 304-Opel - Europa Corse) a 9"518
4. Alex Frassineti ( Italia) (Dallara 304-Opel - Lucidi) a 11"027
5. Michele Rugolo ( Italia) (Dallara 304-Mugen - Ghinzani) a 12"904
6. Fabrizio Crestani ( Italia) (Dallara 304-Opel - Corbetta) a 14"476
7. Vlado Arabadzhiev ( Bulgaria) (Dallara 304-Opel - En. Ro.) a 30"549
8. Federico Glorioso ( Italia) (Dallara 304-Opel - Corbetta) a 32"383
9. Imerio Brigliadori ( Italia) (Dallara 303-Opel - Style Car) a 33"307
10. Jacopo Faccioni ( Italia) (Dallara 304-Opel - NT) a 45"160

Ordine d'arrivo Gara 2: (15 giri per un totale di 61,275 km)
1. Mauro Massironi ( Italia) (Dallara 304-Opel - Passoli) in 23'14.066
2. Davide Rigon ( Italia) (Dallara 304-Opel - Corbetta) a 0"431
3. Efisio Marchese ( Italia) (Dallara 304-Opel - Europa Corse) a 1"756
4. Giuseppe Terranova ( Italia) (Dallara 304-Opel - Lucidi) a 4"236
5. Alex Frassineti ( Italia) (Dallara 304-Opel - Lucidi) a 5"377
6. Fabrizio Crestani ( Italia) (Dallara 304-Opel - Corbetta) a 13"108
7. Federico Glorioso ( Italia) (Dallara 304-Opel - Corbetta) a 34"340
8. Imerio Brigliadori ( Italia) (Dallara 303-Opel - Style Car) a 36"649
9. Vlado Arabadzhiev ( Bulgaria) (Dallara 304-Opel - En. Ro.) a  39"987
10. Paolo Bossini ( Italia) (Dallara 304-Mugen - Ghinzani) a 49"374

08. Misano Adriatico ( Italia) (21-22/10/2006)
Polesitter Gara 1: Davide Rigon ( Italia) (Dallara 304-Opel - Corbetta) in 1'45.799
Polesitter Gara 2: Giuseppe Terranova ( Italia) (Dallara 304-Opel - Lucidi) in 1'46.099
Ordine d'arrivo Gara 1: (16 giri per un totale di 64,960 km)
1. Davide Rigon ( Italia) (Dallara 304-Opel - Corbetta) in 29'19.732
2. Alex Frassineti ( Italia) (Dallara 304-Opel - Lucidi) a 3"521
3. Efisio Marchese ( Italia) (Dallara 304-Opel - Europa Corse) a 11"477
4. Giuseppe Terranova ( Italia) (Dallara 304-Opel - Lucidi) a 37"788
5. Fabrizio Crestani ( Italia) (Dallara 304-Opel - Corbetta) a 1'03"751
6. Jacopo Faccioni ( Italia) (Dallara 304-Opel - NT) a 1'10"472
7. Mauro Massironi ( Italia) (Dallara 304-Opel - Passoli) a 1'11"285
8. Manuele Gatto ( Italia) (Dallara 303-Opel - Passoli) a 1'18"617
9. Imerio Brigliadori ( Italia) (Dallara 303-Opel - Style Car) a 1 giro
10. Federico Glorioso ( Italia) (Dallara 304-Opel - Corbetta) a 1 giro

Ordine d'arrivo Gara 2: (16 giri per un totale di 64,960 km)
1. Davide Rigon ( Italia) (Dallara 304-Opel - Corbetta) in 23'38.274
2. Fabrizio Crestani ( Italia) (Dallara 304-Opel - Corbetta) a 0"414
3. Michele Rugolo ( Italia) (Dallara 304-Mugen - Ghinzani) a 2"896
4. Mauro Massironi ( Italia) (Dallara 304-Opel - Passoli) a 2"981
5. Efisio Marchese ( Italia) (Dallara 304-Opel - Europa Corse) a 3"499
6. Manuele Gatto ( Italia) (Dallara 303-Opel - Passoli) a 4"692
7. Alex Frassineti ( Italia) (Dallara 304-Opel - Lucidi) a 13"943
8. Imerio Brigliadori ( Italia) (Dallara 303-Opel - Style Car) a 19"856
9. Federico Glorioso ( Italia) (Dallara 304-Opel - Corbetta) a 51"988
10. Vlado Arabadzhiev ( Bulgaria) (Dallara 304-Opel - En. Ro.) a  1'06"701

## Classifica generale
1. Mauro Massironi ( Italia) (Passoli)  139
2. Davide Rigon ( Italia) (Corbetta)  111
3. Alex Frassineti ( Italia) (Lucidi)  93
4. Michele Rugolo ( Italia) (Ghinzani)  78
5. Fabrizio Crestani ( Italia) (Corbetta)  76
6. Efisio Marchese ( Italia) (Europa Corse)  51
7. Giuseppe Terranova ( Italia) (Lucidi)  42
8. Manuele Gatto ( Italia) (Ghinzani/Passoli)  31
9. Federico Glorioso ( Italia) (Corbetta)  22
10. Jacopo Faccioni ( Italia) (NT)  10
11. Vlado Arabadzhiev ( Bulgaria) (En. Ro.)  10